# Immenberg (heuvel)
De Immenberg is een heuvel in het natuurgebied Munsterman in Beekbergen. De heuvel heeft een hoogte van 31,6 meter en is ontstaan door een opeenhoping van stuifzand.